# Carl Alfred Pedersen
Carl Alfred Pedersen (Oslo, 5 maggio 1882 – Oslo, 25 giugno 1960) è stato un ginnasta norvegese.

## Palmarès

### Olimpiadi
- Argento a Londra 1908 nel concorso a squadre.
- Bronzo a Stoccolma 1912 nel concorso svedese a squadre.

### Olimpiadi intermedie
- Oro a Atene 1906 nel concorso a squadre.